# Bufo torrenticola
Bufo torrenticola és una espècie d'amfibi que viu al Japó.
Està amenaçada d'extinció per la pèrdua del seu hàbitat natural.